# São Domingos de Benfica
São Domingos de Benfica é uma freguesia portuguesa do município de Lisboa, pertencente à Zona Norte da capital, com 4,29 km² de 
área e 34 076 habitantes (censo de 2021). A sua densidade populacional é 7 943,1 hab./km².
Foi uma das 12 freguesias criadas pela reorganização administrativa da cidade de Lisboa de 7 de fevereiro de 1959, por desanexação de áreas das freguesias de Benfica e São Sebastião da Pedreira.

## Demografia
A população registada nos censos foi:
Nota: Criada pelo decreto-lei nº 42.142, de 07/02/1959. Limites alterados pela Lei n.º 56/2012, de 8 de novembro..
| Ano  | 0-14 Anos | 15-24 Anos | 25-64 Anos | > 65 Anos |
| 2001 | 3673      | 4418       | 18574      | 7013      |
| 2011 | 4178      | 3277       | 17980      | 8310      |
| 2021 | 4057      | 3463       | 17560      | 8996      |

## Património
- Palacete Rústico de Meados do Século XIX
- Palácio dos Marqueses de Fronteira
- Capela dos Castros (integrada no Instituto Militar dos Pupilos do Exército)
- Edifício na Quinta das Rosas
- Quinta da Alfarrobeira
- Palácio do Conde de Farrobo e Jardins (conjunto intramuros)
- Convento de São Domingos de Benfica
- Túmulo de João das Regras, na Igreja de São Domingos de Benfica
- Aqueduto das Águas Livres
  - Chafariz de São Domingos de Benfica (1788)
  - Chafariz de Santo António da Convalescença (1817)
  - Chafariz das Laranjeiras (1791)
- Bairro Grandella
- Quinta do Beau-Séjour ou Quinta das Campainhas
- Palácio do Beau-Séjour (Gabinete de Estudos Olisiponenses)

## Pontos turísticos
- Jardim Zoológico de Lisboa;
- Teatro Tália
- Museu da Música;
- Biblioteca-Museu República e Resistência;
- Mata de São Domingos de Benfica;
- Estádio da Luz
- Casa do Paulo

## Arruamentos

Ajustes, ocorridos em 2012, aos limites da freguesia de São Domingos de Benfica.

A freguesia de São Domingos de Benfica foi uma das mantidas aquando da reorganização administrativa da cidade de Lisboa, sofrendo apenas pequenos ajustes nos limites com as freguesias vizinhas.
A freguesia contém 161 arruamentos. São eles:
- Alameda Manuel Ricardo Espírito Santo[nota 1]
- Alto dos Moinhos
- Avenida Columbano Bordalo Pinheiro[nota 2]
- Avenida Conselheiro Barjona de Freitas
- Avenida das Forças Armadas[nota 3]
- Avenida dos Combatentes[nota 3]
- Avenida Eusébio da Silva Ferreira[nota 4]
- Avenida General Correia Barreto[nota 5]
- Avenida General Norton de Matos[nota 6]
- Avenida Lusíada[nota 7]
- Avenida Machado Santos
- Avenida Madame Curie
- Avenida Rui Nogueira Simões[nota 8]
- Bairro Novo (à Travessa das Águas Boas)
- Beco da Botica
- Calçada de Palma de Baixo
- Caminho de Palma de Cima
- Estrada da Luz[nota 9]
- Estrada das Laranjeiras[nota 10]
- Estrada de Benfica[nota 5]
- Jardim Alice Cruz
- Largo Calouste Gulbenkian
- Largo Carlos Selvagem
- Largo Conde de Ottolini
- Largo de Palma
- Largo do Conde de Bonfim
- Largo General Joaquim José Machado
- Largo Luzia Maria Martins
- Largo Madalena Perdigão
- Largo Manuel Emídio da Silva
- Largo Maria de Lurdes Pais Gomes
- Largo Mário Neves
- Largo Maurício de Oliveira
- Largo Monsenhor Dalgado
- Largo Pedro Correia Marques
- Largo Samwell Diniz
- Largo São Domingos de Benfica
- Praça Cosme Damião[nota 9]
- Praça de Espanha[nota 11]
- Praça General Vicente de Freitas
- Praça Marechal Humberto Delgado[nota 11]
- Praça Nuno Rodrigues dos Santos
- Praça Silvestre Pinheiro Ferreira
- Rossio de Palma
- Rotunda Pupilos do Exército
- Rua Abel Botelho
- Rua Abílio Mendes
- Rua Abranches Ferrão
- Rua Afonso Álvares
- Rua Afonso Botelho
- Rua Alcina Bastos
- Rua Alexander Fleming
- Rua Alfredo Guisado
- Rua Anjos Teixeira
- Rua Antonino e Sá
- Rua António Albino Machado[nota 8]
- Rua António Alçada Baptista
- Rua António Feijó
- Rua António Macedo
- Rua António Nobre
- Rua António Saúde
- Rua Augusto Pina
- Rua Azevedo Neves[nota 8]
- Rua Basílio Teles[nota 2]
- Rua Cândido de Figueiredo
- Rua Carlos de Oliveira
- Rua Carlos May Figueira
- Rua Carlos Pereira
- Rua Carolina Michaelis de Vasconcelos[nota 1]
- Rua Cecília Meireles
- Rua Cidade de Cádiz
- Rua Cidade de Rabat
- Rua Conde de Almoster
- Rua Costa Mota
- Rua D. Fernando Mascarenhas
- Rua das Furnas[nota 2]
- Rua das Laranjeiras
- Rua das Palmeiras
- Rua de Campolide[nota 2]
- Rua de São Domingos de Benfica
- Rua Direita de Palma
- Rua do Montepio Geral
- Rua dos Soeiros
- Rua Doutor Gregório Rodrigues Fernandes
- Rua Dr. António Granjo
- Rua Dr. António Martins
- Rua Dr. Bastos Gonçalves
- Rua Dr. Mascarenhas de Melo
- Rua Duarte Galvão
- Rua Eng. Fernando Vicente Mendes
- Rua Ernâni Lopes
- Rua Félix Correia
- Rua Fernando Sylvan
- Rua Flor da Serra
- Rua Francisco Baía
- Rua Francisco Ferrer
- Rua Francisco Gentil Martins[nota 2]
- Rua Francisco Grandela
- Rua Francisco Miguel Duarte
- Rua Francisco Pereira de Sousa
- Rua Francisco Santos
- Rua Frei Joaquim de Santa Rosa de Viterbo[nota 8]
- Rua Frei Luís de Granada
- Rua General Firmino Miguel
- Rua General José Celestino da Silva
- Rua General Schiappa Monteiro
- Rua Ginestal Machado
- Rua Gonçalves Viana
- Rua Inácio de Sousa
- Rua Inocêncio Francisco da Silva
- Rua João Chagas
- Rua João de Freitas Branco
- Rua João Hogan
- Rua Joly Braga Santos
- Rua José Afonso
- Rua José Carlos Sá da Silveira
- Rua José Maria Nicolau[nota 9]
- Rua Leitão de Barros
- Rua Luciana Stegagno Picchio
- Rua Lúcio de Azevedo[nota 8]
- Rua Luz de Almeida
- Rua Maestro Frederico de Freitas
- Rua Maestro Jaime Silva (Filho)
- Rua Major Neutel de Abreu
- Rua Manuel da Fonseca
- Rua Manuel da Silva Leal
- Rua Manuel Ferreira de Andrade
- Rua Mariano Pina
- Rua Mário Beirão
- Rua Mário de Azevedo Gomes
- Rua Mário Gomes Páscoa
- Rua Mateus Vicente
- Rua Melvin Jones
- Rua Natércia Freire
- Rua Nova de Palma
- Rua Olavo D'Eça Leal
- Rua Padre Carlos dos Santos
- Rua Padre Francisco Álvares
- Rua Pedro Monjardino
- Rua Professor Lima Basto
- Rua Professor Reinaldo dos Santos
- Rua Raquel Roque Gameiro
- Rua Raul Carapinha
- Rua Roberto Duarte Silva
- Rua Santa Matilde
- Rua São Tomás de Aquino
- Rua Simões de Almeida
- Rua Sousa Loureiro
- Rua Ten. Coronel Ribeiro dos Reis[nota 1]
- Rua Teresa Gomes
- Rua Tomás da Fonseca[nota 8]
- Rua Vera Lagoa
- Rua Virgílio Correia
- Rua Xavier de Araújo
- Sítio do Barcal
- Sítio do Calhau
- Travessa Carlo Paggi
- Travessa das Águas-Boas
- Travessa de Palma
- Travessa de São Domingos de Benfica
- Travessa do Espírito Santo[nota 10]

## Coletividades
Clubes da Freguesia:
- Sport Lisboa e Benfica, Clube de Futebol "Os Torpedos",Centro Popular de Trabalhadores do Bairro São João, Clube Desportivo e Recreativo do Bairro Dona Leonor, Clube Recreativo "Os Leões das Furnas", Sport Futebol Palmense, Associação para Desenvolvimento do Desporto Jovem(ADDJ), Associação Desportiva dos Maristas.